# Abd el-Fattáh esz-Szíszi
 Abd el-Fattáh Szaíd Huszejn Halíl esz-Szíszi (arabul:عبد الفتاح السيسي) (Kairó, 1954. november 19. –) egyiptomi politikus, aki 2014 óta Egyiptom hatodik és jelenlegi elnöke. 2019 és 2020 között az Afrikai Unió elnöki tisztét is betöltötte.
Mielőtt 2014-ben az egyiptomi hadsereg tábornokaként nyugdíjba vonult, Szíszi 2013 és 2014 között Egyiptom miniszterelnök-helyettese, 2012 és 2013 között védelmi minisztere, 2010 és 2012 között pedig a katonai hírszerzés igazgatója volt.

## Pályafutása
Szíszi 1954-ben született Kairóban. Fiatalon belépett az egyiptomi hadseregbe, majd Szaúd-Arábiában töltött be beosztást, mielőtt beiratkozott az egyiptomi hadsereg parancsnoki és vezérkari főiskolájába. Szíszi 1992-ben további képzésben részesült az Egyesült Királyságban a Joint Services Command and Staff College-ban, majd 2006-ban a pennsylvaniai Carlisle-ban az Egyesült Államok hadseregének hadi főiskoláján. Mielőtt 2010-ben a katonai hírszerzés igazgatója lett, gépesített gyalogság parancsnokaként szolgált.
A 2011-es egyiptomi forradalom és Muhammad Morszi egyiptomi elnökké választása után 2012. augusztus 12-én Morszi kinevezte Szíszit védelmi miniszternek, a Hoszni Mubárak-korszakban hivatalban lévő Huszejn Tantávi helyére.
Védelmi miniszterként és végső soron az egyiptomi fegyveres erők főparancsnokaként Szíszi részt vett abban a katonai puccsban, amely 2013. július 3-án - válaszul a 2013. júniusi egyiptomi tüntetésekre - eltávolította hivatalából Muhammad Morszi akkori elnököt. Morszi felfüggesztette a 2012-es egyiptomi alkotmányt, és új alkotmányt javasolt, emellett új parlamenti és elnökválasztásokat tartott. Morszit egy ideiglenes elnök, Adli Manszúr váltotta fel, aki új kabinetet nevezett ki. Tüntetések, ülősztrájkok és erőszakos összecsapások következtek Morszi támogatói és a biztonsági erők között, amelyek a rabaai mészárlásban csúcsosodtak ki.
2014. március 26-án a támogatói felhívásra, hogy induljon az elnöki posztért, Szíszi visszavonult katonai pályafutásától, és bejelentette, hogy indul a 2014-es elnökválasztáson. 2014. május 26. és 28. között tartott választáson egyetlen ellenfele volt, Hamdeen Sabahi, a választásra jogosultak 47%-a vett részt, és a szavazatok 97%-ával elsöprő győzelmet aratott Szíszi. 2014. június 8-án Szíszi felesküdött Egyiptom elnökének.
Szíszi tekintélyelvű rendszert irányít Egyiptomban, és uralkodásának egyes elemeit időnként még szigorúbbnak minősítették, mint a korábbi tekintélyelvű vezető, Mubárakét.